# Konantokin
Konantokini su mala familija spiralnih peptida koji su izvedeni iz otrova predatorskih morskih puževa iz roda Conus. Konantokini deluju kao snažni i specifični antagonisti N-metil-D-aspartatnog receptora (NMDAR). Oni su jedini peptidi prirodnog porekla koji to čine. Podtipovi konantokina pokazuju iznenađujuću varijabilnost selektivnosti između NMDAR podjedinica, i stoga su jedinstveno korisni u razvoju farmakoloških testova specifičnih za datu podjedinicu.
Hemijski, konantokini su jedinstveni po tome što poseduju određeni broj (uglavnom 4 ili 5) ostataka gama-karboksiglutamila (Gla), nastalih post-translacionom modifikacijom glutamil (Glu) ostataka. Ovi Gla ostaci indukuju konformacionu promenu 310 heliksa do alfa heliksa pri vezivanju za kalcijum. U široj šemi klasifikacije genetskih konotoksina, konanotokini su takođe poznati kao „nadfamilija konotoksina B.“
Reč „konantokin“ potiče od filipinske reči antokin, što znači pospan.

## Spoljašnje veze
- Kohn, Alan J.; Anderson, Trevor R. „The conus biodiversity website”. Burke Museum of Natural and History and Culture. Приступљено 2011-10-17. „A part of a National Science Foundation-sponsored project aimed at expanding knowledge of systematics of the unusually diverse marine gastropod genus Conus”
- Kaas Q, Westermann JC, Halai R, Wang CK, Craik DJ. „ConoServer”. Institute of Molecular Bioscience, The University of Queensland, Australia. Приступљено 2011-10-17. „A database for conopeptide sequences and structures”
- "conotoxin+B+superfamily" Uniprot family: "conotoxin b superfamily" - List of curated Conantokins in UniProt